# Jörg Leichtfried
Jörg Leichtfried (Bruck an der Mur, 18 giugno 1967) è un politico austriaco.

## Biografia
È stato europarlamentare dal 2004 al 2015 come rappresentante del Partito del Socialismo Europeo. In Austria è invece membro del Partito Socialdemocratico d'Austria. Dal 2016 al 2017 ha ricoperto il ruolo di ministro dei trasporti nel governo di Christian Kern.